# GeoNetwork OpenSource
GeoNetwork opensource，即測繪成果分發服務項目，是一個自由和開放源碼的資源編目應用程式，用作位置信息目錄。

## 簡介
它是一個標準化和離散式的空間信息管理平台，旨在使來自各種來源的地理參考數據庫、地圖產品以及相關的元數據能夠被存取，同時使用互聯網以加強組織和其使用者之間的空間信息交換和共享。它使用Z39.50協議訪問遠程目錄，使得其他目錄服務可使用其數據。截至2007年，OGC的Web目錄服務正在實施。

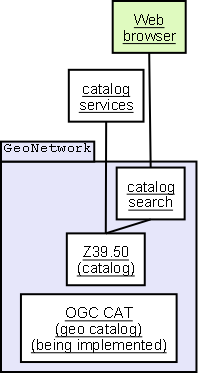
GeoNetwork interfaces

## 應用
該軟件已被部署到各種組織，較早使用的有FAO GeoNetwork、WFP VAM-SIE-GeoNetwork，其總部設在意大利羅馬。此外，世界衛生組織，CGIAR、BRGM、歐空局、FGDC和中國全球變化信息研究中心（GCIRC）正在對使用測繪成果分發服務作準備。

## 參閱
- GIS軟體比較
- GIS軟體列表
- 開放原始碼軟體列表
- 開源地理空間基金會

## 外部連結
- 官方网站
- Sourceforge project （页面存档备份，存于）